# Aracana
Aracana es un género de peces de la familia Aracanidae, del orden Tetraodontiformes. Esta especie marina fue descubierta por John Edward Gray en 1838.

## Especies
Especies reconocidas del género:
- Aracana aurita (G. Shaw, 1798)
- Aracana ornata (J. E. Gray, 1838)

### Lectura recomendada
- Eschmeyer, William N., ed. 1998. Catalog of Fishes. Special Publication of the Center for Biodiversity Research and Information, no. 1, vol 1-3. 2905.